# Adiantum diogoanum
Adiantum diogoanum är en kantbräkenväxtart som beskrevs av Auguste François Marie Glaziou och Baker. Adiantum diogoanum ingår i släktet Adiantum och familjen Pteridaceae. Inga underarter finns listade.